# Мвалаванда, Уилфрид
Уилфрид Мвалаванда Нгвенья (англ. 	Wilfred Mwalawanda Ngwenya; род. 20 декабря 1944) — малавийский легкоатлет-универсал. Участник летних Олимпийских игр 1972 года.

## Биография
Уилфрид Мвалаванда Нгвенья родился 20 декабря 1944 года.
В 1970 году участвовал в Играх Британского Содружества наций в Эдинбурге, где занял 5-е место в метании копья с результатом 71,72 метра.
В 1972 году вошёл в состав сборной Малави на летних Олимпийских играх в Мюнхене. В десятиборье занял последнее, 22-е место при 11 не завершивших соревнования, набрав 6154 очка и уступив 2313 очков завоевавшему золото Николаю Авилову из СССР. При этом Мвалаванда показал лучший результат в метании копья (71,28).
Был рекордсменом Малави в десятиборье (6154), беге на 110 метров с барьерами (18,54 секунды) и метании диска (42,14 метра).

## Личные рекорды
- Бег на 110 метров с барьерами — 18,54 (1972)[3]
- Метание диска — 42,14 (1972)[3]
- Десятиборье — 6154 (8 сентября 1972, Мюнхен)[3][4]